# بي. جاي يونغ
بي. جاي يونغ (بالإنجليزية: B. J. Young)‏ هو لاعب هوكي الجليد أمريكي، ولد في 23 يوليو 1977 في أنكوريج في الولايات المتحدة، وتوفي في 30 نوفمبر 2005 بسبب حادث مرور.

## وصلات خارجية
- بي. جاي يونغ على موقع دوري الهوكي الوطني (الإنجليزية)
- بي. جاي يونغ على موقع EliteProspects.com (الإنجليزية)
- بي. جاي يونغ على موقع HockeyDB.com (الإنجليزية)
- بي. جاي يونغ على موقع Hockey-Reference.com (الإنجليزية)